# Шебартуй 2-й
Шебартуй 2-й — село в Улётовском районе Забайкальского края России в составе сельского поселения «Тангинское».

## География
Село находится в западной части района на расстоянии примерно 82 километров (по прямой)  на юго-запад от села Улёты. 

## Климат
Климат характеризуется как резко континентальный с продолжительной холодной малоснежной зимой, тёплым летом и большими перепадами сезонных и суточных температур. Среднегодовая температура воздуха составляет 1,5 — 2 °С. Средняя многолетняя температура самого холодного месяца (января) составляет −24 — −22 °С (абсолютный минимум — −44 °С), температура самого тёплого (июля) — 14 — 16 °С (абсолютный максимум — 38 °С). Среднегодовое количество осадков — 300—500 мм.
Часовой пояс
Село Новосалия находится в часовой зоне МСК+6. Смещение применяемого времени относительно UTC составляет +9:00.

## История
Официальная дата основания 1882 год.

## Население
Постоянное население села составляло в 2002 году 229 человек (99% русские), в 2010  155 человек .